# 羅基灣

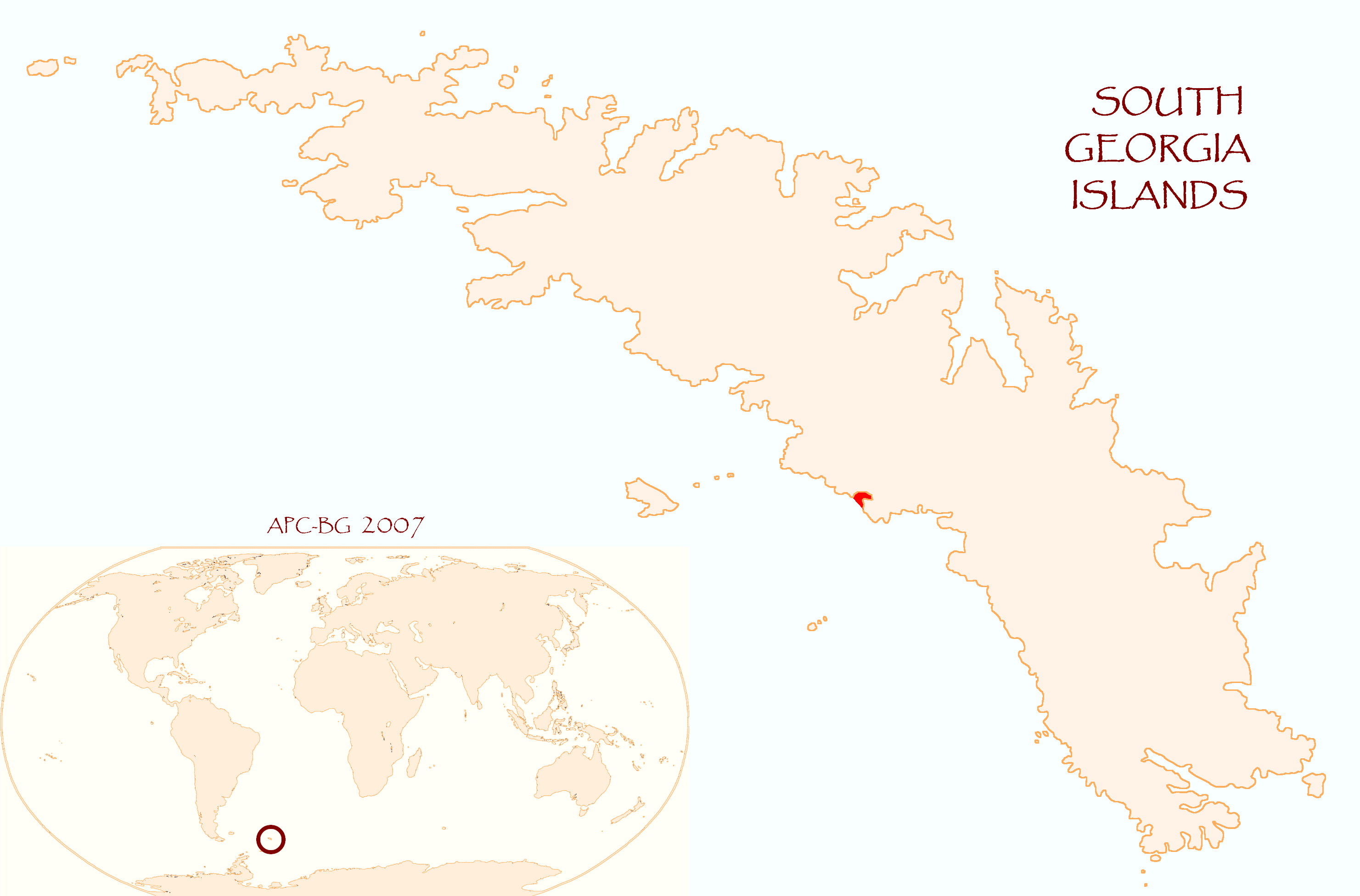
羅基灣在南喬治亞島的位置

羅基灣（英語：Rocky Bay），是英國海外領土南喬治亞與南桑威奇群島的海灣，位於南喬治亞島南岸，杜克洛斯角以北，在1819年被法比安·戈特利布·馮·別林斯高晉發現。